# 下石駅
下石駅（おろしえき）は、かつて岐阜県土岐市下石町にあった東濃鉄道駄知線の駅（廃駅）である。
旧・下石町の中心駅であり、旅客の他製品を扱う貨物駅でもあった。土岐市立土岐高等学校（後の岐阜県立土岐高等学校。現岐阜県立土岐紅陵高等学校）の最寄駅であり、学生の利用が多かったという。

## 歴史
- 1922年（大正11年）
  - 1月11日：新土岐津駅（初代、現・土岐市駅） - 当駅間開業に際し、駄知鉄道の駅として開業。
  - 10月10日：当駅 - 山神駅間開業により中間駅となる。
- 1944年（昭和19年）3月1日：合併により東濃鉄道駄知線の駅となる。
- 1972年（昭和47年）7月13日：昭和47年7月豪雨による橋梁流失に伴い全線で営業休止。
- 1974年（昭和49年）10月21日：駄知線が正式に廃線となったことにより廃駅。

## 駅構造
交換設備と貨物積み下ろし設備を有した駅で、貨物取扱量が多かった。なお、扱っていた貨物は陶磁器ではなく、陶磁器の原料になる陶土（粘土）が中心であった。

## 現況
- 駅跡地は東鉄バスの下石バス停になっている。東鉄ターミナルの建物があり、待合所とタクシーの営業所（東鉄タクシー下石配車センター）として利用されている。
- 駅跡地の一部は、下石郵便局、公民館になっている。
- 線路跡地は歩行者専用道路になっている。

## 隣の駅
東濃鉄道
駄知線
土岐口駅 - 下石駅 - 山神駅